# Gaislachkogel
Gaislachkogel är en bergstopp i Österrike.   Den ligger i distriktet Imst och förbundslandet Tyrolen, i den västra delen av landet. Toppen på Gaislachkogel är 3 056 meter över havet.
Den högsta punkten i närheten är Äußere Schwarze Schneid, 3 255 meter över havet, väster om Gaislachkogel. Närmaste större samhälle är Sölden, 3,7 km nordost om Gaislachkogel. Det finns en linbana från Sölden till bergets topp.
Trakten runt Gaislachkogel består i huvudsak av kala bergstoppar.